# 奇玉
《奇玉》是一部衛斯理系列中的小説，由香港科幻小説家倪匡所寫，系列編號20，跟《仙境》一同出版。

## 故事大綱
衛斯理受熊勤魚所託，到台灣某城市找尋父親所遺下的翡翠，该物能带来幸运扭转他失败中的事业，熊父曾留下「那翠玉—石硯—錢—椅—書桌—千萬—保守—秘密。」的遺言，但一直無人解通。
衛斯理抵達該城後，由熊勤魚表親王丹忱帶他到熊父的故居奇玉園，斯理衛剛準備上車就受襲，司機身亡。到了奇玉園，衛斯理遇杜子榮，知他為警方人員，雙方由不合作到合作，共同找翠玉。衛斯理再受毒箭襲擊，但避開了。衛斯理到電報局發電報給熊勤魚，要求他將熊父的錄音帶盡快寄來台。衛斯理從電報局出來，為一位美麗少婦挾持，迫他上船見當地黑社會領袖丁廣海，丁迫衛答允帶一東西離境。衛斯理在奇玉園第三次受襲，這次的毒蛇攻擊衛斯理也避開了。
衛斯理之後聽了錄音帶，知道所傳的遺言乃誤傳，實為「那翠玉十年前已輸咗」。衛斯理後知杜子榮為丁廣海所收買，要杜子榮帶路見丁廣海。衛斯理捉著丁廣海要翠玉，丁廣海吩咐下屬瘦子牛建才把裝著那翠玉的《方輿記要》拿過來，但卻被牛建才出賣，他把翠玉偷偷運走獨吞，丁廣海氣得心臟病突發而死。翠玉和牛建才一起消失，衛斯理多年來利用業餘時間尋遍世界珠寶市場，想親眼看看這是如何神奇的翡翠，但至今未曾找到。
| 前任者： 019 貝殼、消失 | 衛斯理系列（按編號） 020 仙境、奇玉                  | 繼任者： 021 訪客、虛像 |
| 前任者： 蜂雲           | 衛斯理系列（按連載時序） 1966年2月7日至1966年3月22日 | 繼任者： 原子空間       |